# Aasif Mandvi
Aasif Mandviwala (Bombay, 5 maart 1966) is een in India geboren, vanaf zijn tweede levensjaar in Engeland opgegroeide acteur en komiek. Hij debuteerde in 1990 op het witte doek als terrorist in de actiefilm No Retreat, No Surrender 3: Blood Brothers.
Mandviwala groeide op in Bradford, waarop hij als zestienjarige naar Tampa in de Verenigde Staten verhuisde. Hij studeerde er aan de University of South Florida en werkte voor Disney's Hollywood Studios. Sinds zijn filmdebuut gaf Mandviwala gestalte aan personages in meer dan 25 bioscooptitels. Daarnaast had hij wederkerende rollen in enkele televisieseries, hoewel hij hierin zelden personages speelt die in meer dan een handvol afleveringen voorkomen. Sinds augustus 2006 is Madviwala tevens als pseudocorrespondent verbonden aan het satirische nieuwsprogramma The Daily Show with Jon Stewart.

## Filmografie
*Exclusief televisiefilms
| - The Internship (2013) - Margin Call (2011) - Dark Horse (2011) - It's Kind of a Funny Story (2010) - The Last Airbender (2010) - Today's Special (2009) - The Proposal (2009) - Ghost Town (2008) - The Response (2008) - The Understudy (2008) - Eavesdrop (2008) - Music and Lyrics (2007) - Freedomland (2006) - The War Within (2005) - Sorry, Haters (2005) - Spider-Man 2 (2004) | - Undermind (2003) - Book of Kings (2002) - The Mystic Masseur (2001) - Peroxide Passion (2001) - 3 A.M. (2001) - American Chai (2001) - ABCD (1999) - Random Hearts (1999) - Gofer (1999) - Analyze This (1999) - Personals (1999) - The Siege (1998) - Eddie (1996) - Die Hard with a Vengeance (1995) - No Retreat, No Surrender 3: Blood Brothers (1990) |

## Televisieseries
*Exclusief eenmalige gastrollen
- Jericho - Dr. Kenchy Dhuwalia (2006-2008, zes afleveringen)
- ER - Manish (2006-2007, drie afleveringen)
- The Bedford Diaries - Kamil Sharif (2006, zes afleveringen)
- CSI: Crime Scene Investigation - Dr. Leever (2000-2006, vier afleveringen)
- Law & Order: Trial by Jury - Judge Samir Patel (2005, twee afleveringen)
- Tanner on Tanner - Salim Barik (2004, vier afleveringen)
- Oz - Dr. Tariq Faraj (2002, twee afleveringen)